# コリコラン
コリコラン（英: CoriCoran）は、パナソニックが日本国内で販売する充電式高周波治療器である。大まかには、1989年に発売された「パナコラン」、2017年に発売された「コリコラン」、そして2023年に発売された「コリコランワイド」の3種類がある。

## パナコラン
高周波を用いた治療機器は、病院などで火傷や骨折の治療に利用されていた。この効果に注目した松下電工は1985年、家庭用に小型で安全に使用できる製品の開発を開始した。大学との共同で臨床試験を行い、1989年5月には医療用具として厚生省の製造承認を取得、世界初の充電式高周波治療器「パナコランEW555」を同年7月に広島で先行販売し、10月には全国で発売した。この治療器は、皮膚にはテープで、衣類にはクリップで凝っている部位に装着すると、本体から発生する9百万ヘルツの高周波パルスが血管を広げて血行を促進する。低周波治療器とは異なり、刺激がないため、就業中や就寝中でも使用できる。約4時間の充電で約3日間の連続使用が可能であり、充電器の乾電池から本体の蓄電池に充電する。価格は、本体2個と充電器が同梱されたものが、標準価格税込み22,660JPYだった。また、本体の追加用に本体1個（EW5525x）が標準価格税込み4,635JPYで散売りされ、消耗品の装着用テープ（EW5521）も標準価格税込み999JPYで販売された。1990年には、本体4個と交流用充電器を同梱したファミリータイプ（EW567x）を追加し、標準価格税込み33,990JPYで発売した。本体の塗色は、当初は黒（EW555B）とグレー（EW555H）の2色だったが、1990年8月にピンク（EW555N）とグレー（EW555W）の2色が追加された。これは、中高年だけでなく、若い女性への拡販に力を入れようというもので、調査では購入者の8割が35歳以上の男女だった 。彦根工場で月産5万台の体制を敷いて発売し、家電の販路で販売された。販売開始当初から、細川隆一郎を起用したマス広告を大量に出稿し、その効果もあってか、早々に月販売5万台の計画を達成し、品切れの状態となった。そこで、1990年4月には、約1億円をかけて月産10万台の体制を整えた。さらに、香港、シンガポール、台湾への輸出が行われ、欧州でも医療器具としての販売許可が取得次第、発売する予定とした。その後、小改良した「パナコランEW554x」や、腰用の新製品「パナコラン腰ピタEW595x」などを発売したが、2008年までに販売を終了した。累計販売台数は約130万台であった。
- パナコランEW555x - 本体2個と直流用充電器を同梱[11]。標準価格税込み22,660JPY[11]。
- パナコランEW567x - 本体4個と交流用充電器を同梱[13]。標準価格税込み33,990JPY[13]。
- パナコランEW554P-K - 本体2個と直流用充電器を同梱[21]。希望小売価格税込み11,550JPY[21]。
- パナコラン腰ピタEW595P-K - 本体2個と直流用充電器を同梱[22]。希望小売価格税込み19,425JPY[22]。

## コリコラン
パナソニックは、コンピュータなどを使用したデスクワークが増え、肩凝り治療ができる製品に需要があると見たが、「パナコラン」の終売から時間が経ち、金型も廃棄されていたため、今日の市場に合った製品に作り直すこととなった。新製品には、「コリコラン」という名前が付けられ、その名には、「世の中の働く人々の肩や腰の凝りがない活き活きした生活を提案したい」という想いを込めたという。2017年10月21日に、高周波治療器「コリコランEW-RA500」と同「コリコランEW-RA510」を発売した。これらも医療機器として認証され、業界唯一の家庭用高周波治療器だった。本体から発生する9メガヘルツの高周波パルスが血管を広げて血行を促進するとしている。EW-RA500には本体が2個、EW-RA510には本体が4個同梱されており、充電器は交直両用で単四形乾電池も利用できた。3時間の充電で約24時間、9時間の充電で約48時間の使用が可能とされた。価格はオープン価格となっているが、EW-RA500は33,000円前後、EW-RA510は43,000円前後と予想された。また、本体の追加用に本体1個（EW-9R50R）が散売りされ、消耗品の肌にやさしい装着テープ（EW-9R01）も販売された。装着用テープは安価な互換品も流通している。
- コリコランEW-RA500
- コリコランEW-RA510
- コリコラン腰アタッチメントEW-9R10 - コリコランを腰に装着する際に使う帯[35]。

## コリコランワイド
コリコランの発売後、パナソニックが利用者の調査を行ったところ、長時間の装着が難しい、治療したい範囲が広すぎてカバーできない、凝りの箇所に手が届かずしっかり装着できない、といった意見があった。これらの課題を改善し、誰もが満足できる肩凝り治療器市場の定番商品を作るべく、新製品の開発を開始した。社内外の重度の肩コリの人たちに、数カ月間の装着評価モニターを行い、高周波発信デバイスの最適な配置を検討した。筋肉の太い血管が流れている12カ所に放射することで血行を改善し、最もコリが固まりやすい部分をほぐして肩凝りへの治療を狙い、肩に羽織る設計とした。フィット感を高めるために、薄さにこだわりました。凹凸のないカード状のパウチ型電池は厚さ約0.45mmで、高周波発信デバイスには約0.1mmのフレキシブル基板を使用し、本体の厚みは最大のところでも約7.7mmしかない。アタッチメントには複数の切り欠きを入れ、布地も縫製ではなく圧着することで、体の動きにフィットするようにした。アタッチメント前側の左右の先端には、重りを３個ずつ分割して入れ、ずれないようにバランスを取った。こうして、高周波治療器コリコランワイドEW-RA550として2023年10月3日に発売した。価格はオープン価格となっているが、市場価格は38,610JPY前後と予想された。テレビ番組で紹介されたからか、販売計画の5倍の受注があり、流通在庫が枯渇してしまい、2024年春までの入荷待ちと案内していた。
- コリコランワイドEW-RA550-K - 付属の肩アタッチメントが「ブラック」色。
- コリコランワイドEW-RA550-H - 付属の肩アタッチメントが「グレージュ」色。
- コリコランワイド肩アタッチメントEWRA550K3107 - 「ブラック」色。
- コリコランワイド肩アタッチメントEWRA550H3107 - 「グレージュ」色。
- コリコランワイド腰アタッチメントEW-9R55W-K - コリコランワイドを腰に装着する際に使う「ブラック」色の帯。